# Clarion Hotel Stockholm

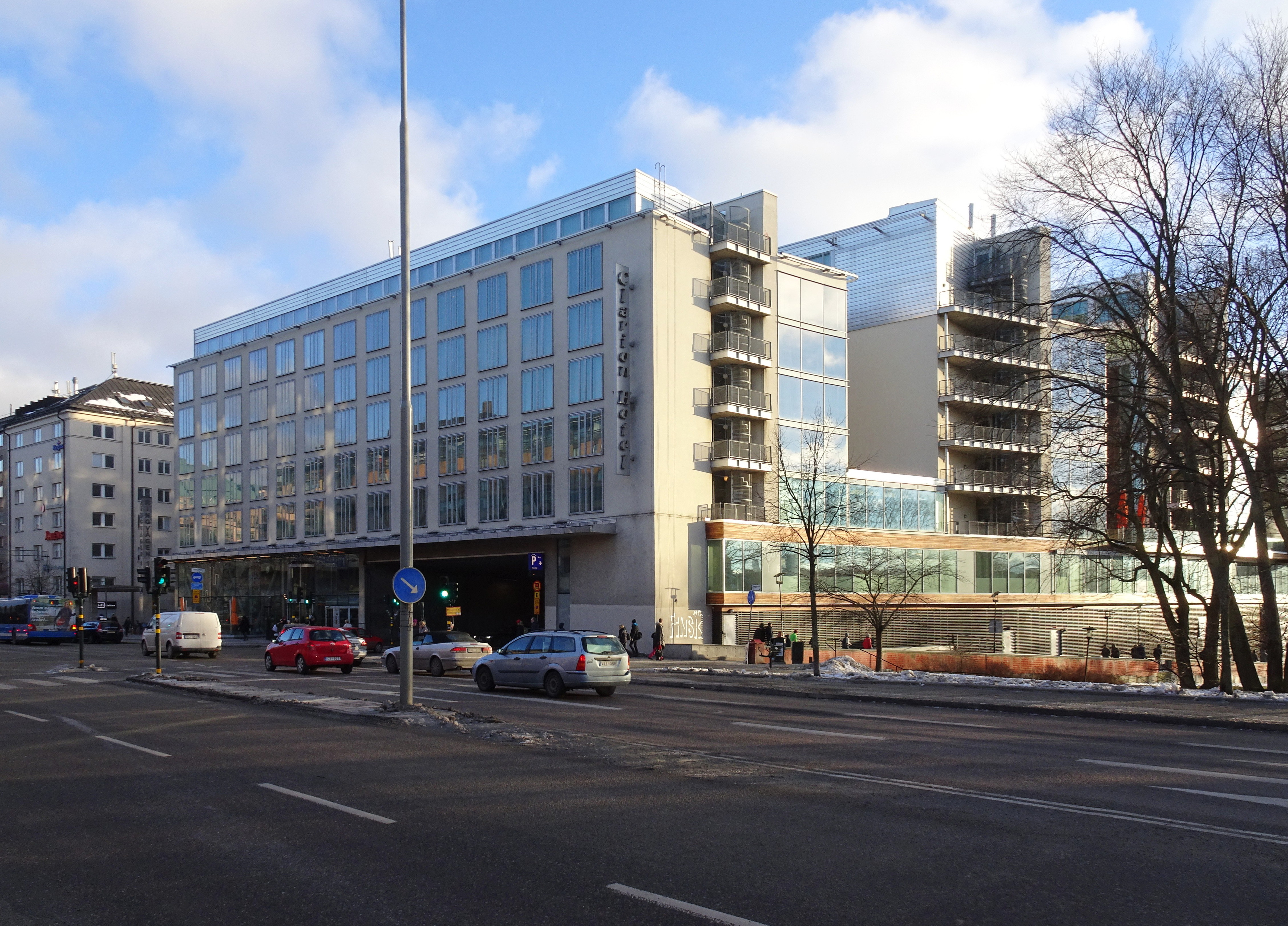
Fasad och entré från Ringvägen

Clarion Hotel Stockholm är ett hotell inom den internationella hotellkedjan Clarion Hotels och hotellsällskapet Strawberry. Hotellet är beläget vid Ringvägen 98, i Skanstull på Södermalm i Stockholm.

## Beskrivning
Clarion Hotel projekterades och byggdes mellan 2001 och 2003 och placerades rakt över Söderleden södra slut, som vid den tiden låg i öppet dike. Hotellet öppnade den 5 maj 2003 och har 532 rum varav åtta rum är handikappanpassade. Det gör det till ett av Stockholms största hotell. Till utbudet hör restaurang, konferensrum, spa och gym. Byggnaden sträcker sig längs västra sidan av kvarteret Åkern och består av en huvudbyggnad i nord-sydlig riktning med fyra "vingar" mot väster. White arkitekter ritade och Skanska byggde hotellet.

## Bilder

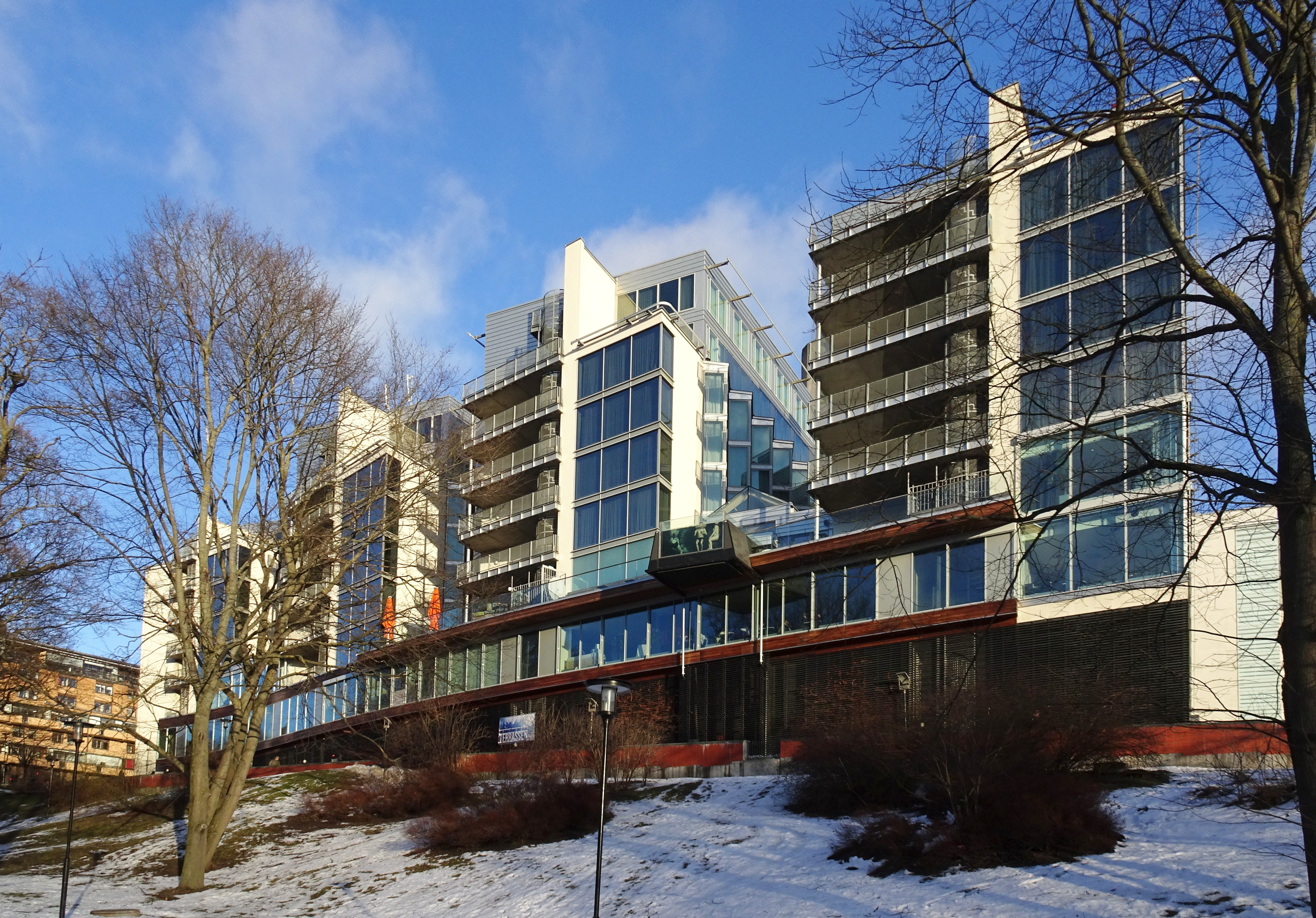
Fasad mot väster
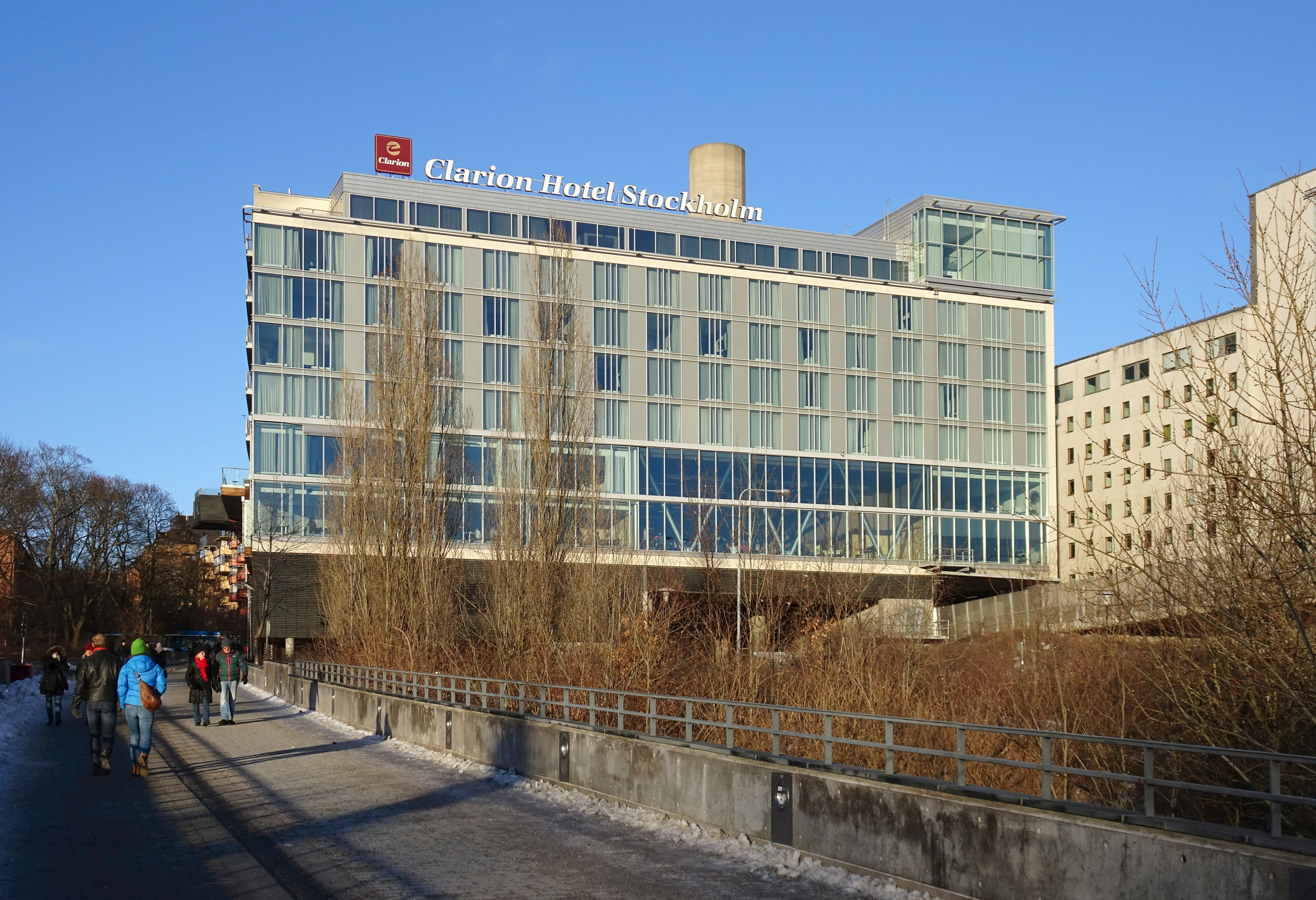
Fasad mot söder
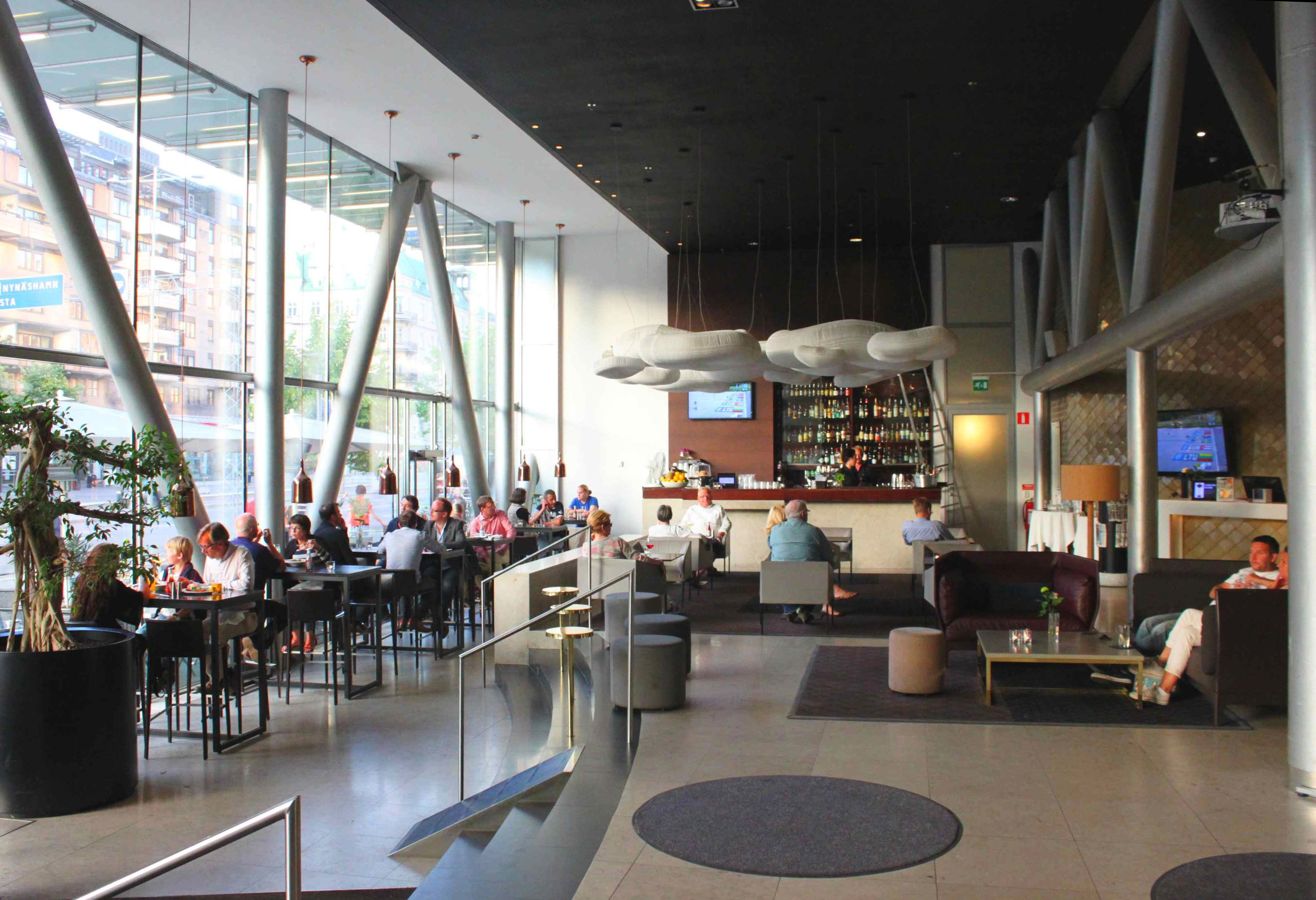
Interiör
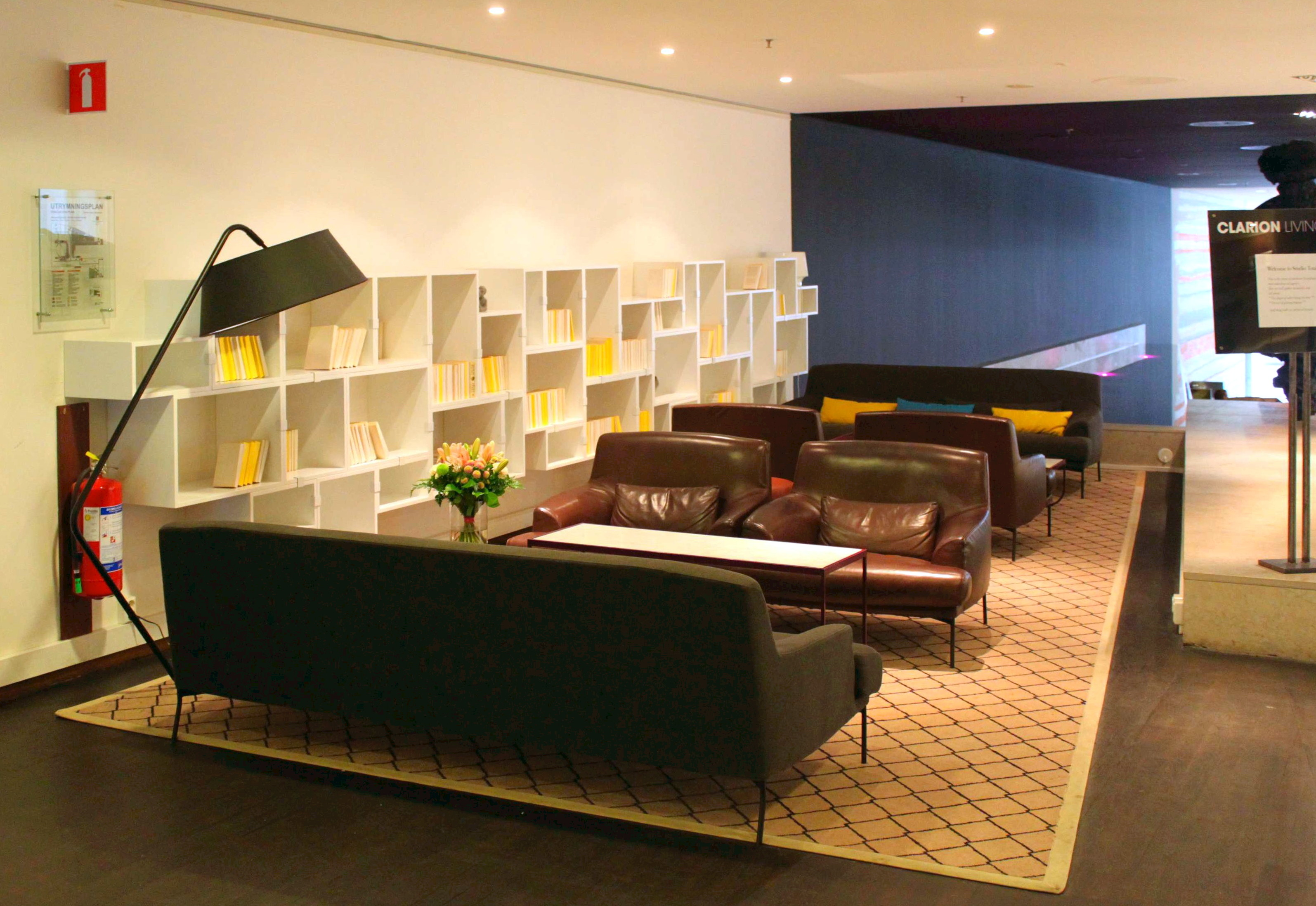
Interiör